# فریمن دلاموته
فریمن دلاموته (انگلیسی: Freeman Delamotte; January qtr. 1870 – ۱۴ آوریل ۱۹۳۳) بازیکن فوتبال اهل بریتانیا بود.
از باشگاه‌هایی که در آن بازی کرده‌است می‌توان به باشگاه فوتبال ساوت‌همپتون اشاره کرد.